# Ila-kabkabu
Ila-kabkabu, o anche Ila-kabkabi o Ilā-kabkabû, (in accadico, 𒀭𒆏𒅗𒁉, Ilu-kab-ka-bi; fl. XXII-XXI secolo a.C.) è stato un sovrano dell'Assiria.